# Käringasjön (Byarums socken, Småland)
Käringasjön är en sjö i Vaggeryds kommun i Småland och ingår i Lagans huvudavrinningsområde. Sjön är 10 meter djup, har en yta på 0,42 kvadratkilometer och är belägen 201 meter över havet. Sjön avvattnas av vattendraget Lagan. Vid provfiske har bland annat abborre, braxen, gers och mört fångats i sjön.

## Delavrinningsområde
Käringasjön ingår i det delavrinningsområde (637928-140374) som SMHI kallar för Utloppet av Käringasjön. Medelhöjden är 211 meter över havet och ytan är 3,86 kvadratkilometer. Räknas de 6 delavrinningsområdena uppströms in blir den ackumulerade arean 101,93 kvadratkilometer. Lagan som avvattnar avrinningsområdet har biflödesordning 2, vilket innebär att vattnet flödar genom totalt 2 vattendrag innan det når havet efter 211 kilometer. Delavrinningsområdet består mestadels av skog (67 procent). Avrinningsområdet har 0,54 kvadratkilometer vattenytor vilket ger det en sjöprocent på 13,9 procent.

## Fisk
Vid provfiske har följande fisk fångats i sjön:
- Abborre
- Braxen
- Gärs
- Mört
- Sarv